# Nigel Spink
Nigel Philip Spink est un footballeur anglais né le 8 août 1958 à Chelmsford.

## Carrière
- 1976-1977 :  Chelmsford City
- 1977-1996 :  Aston Villa
- 1996-1997 :  West Bromwich Albion
- 1997-2000 :  Millwall FC
- 2000-2001 :  Forest Green Rovers

## Palmarès
- 1 sélection avec l'équipe d'Angleterre en 1983.